# La schiava io ce l'ho e tu no
La schiava io ce l'ho e tu no è un film italiano del 1973 diretto da Giorgio Capitani.

## Trama
Demetrio Cultrera, detto Dedé, è un giovane playboy siciliano, ricco e scapolo, che si fidanza con la bella e ricchissima Rosalba, figlia del locale "re del tonno Giordano". Dopo il matrimonio l'atteggiamento dell'emancipata Rosalba, la quale cerca di imporre al marito una vita coniugale di tipo "moderno", si scontra con gli stereotipi "tradizionalisti" del coniuge che male sopporta lo stravolgimento del rapporto classico moglie-marito e, ancor meno, i continui tentativi di convertirlo ai riti dell'alta società "illuminata". Dedé cerca di assecondare la moglie, ma diviene sempre più ostile ai gusti e alle abitudini di questa, alle sue osservazioni sessualmente castranti e ai suoi insopportabili amici radical chic. Per trovare una valvola di sfogo alle sue necessità di "maschio ruspante", accetta l'offerta della matura e focosa Elena, della quale diviene l'amante. Ma la situazione peggiora e Dedè resta schiacciato tra l'irritante supponenza di Rosalba e l'ossessiva passionalità di Elena.
Vistosi privato d'ogni speranza di avere una relazione tranquilla e tradizionale, decide di troncare il rapporto con l'amante e separarsi dalla moglie. Fortemente determinato a costruire un rapporto stabile con una donna che possa soddisfare il suo ideale di vita tranquilla, parte per l'Amazzonia, dove gli viene offerta la possibilità di scegliere e acquistare una schiava da portarsi in Italia. Portato in uno sperduto villaggio nella giungla dal nostalgico ex-aviere della Luftwaffe Von Shirac, la sua scelta cade sulla bella e docile Manua. Rientrato in Italia, Dedè la mostra orgoglioso agli amici e all'ex moglie, attirandosi l'invidia degli uni e il rancore dell'altra. Dedé finisce presto per innamorarsi di Manua, ma, non volendo far capire ai suoi amici questo sentimento, in pubblico, finge di trattarla da schiava. Dopo le polemiche e l'ostilità della cittadinanza, a causa di azioni plateali (tipo farsi scarrozzare in risciò da Manua scalza per tutta la città) attira anche l'attenzione della polizia che fa espellere la ragazza dall'Italia. Solo in extremis, grazie alla raccomandazione di un deputato, amante della ex moglie, riesce a tenere Manua con sé. Tutto si risolve, ma dopo anni vissuti insieme emerge qualche perplessità.

## Produzione
Il film fu girato a Palermo, Cefalù e a Rio de Janeiro (Brasile). Una scena fu girata allo Stadio La Favorita di Palermo, durante una gara del Palermo del campionato di serie A nella stagione 1972-1973.

## Distribuzione
Distribuito dalla Medusa il 4 ottobre 1973. Doppiaggio eseguito presso la C.D.S. con la collaborazione della Cine Video Doppiatori. Direttore di doppiaggio: Carlo Baccarini.